# 栋夫龙昂普瓦赖
栋夫龙昂普瓦赖（法語：Domfront en Poiraie，法語發音：[dɔ̃fʁɔ̃ ɑ̃ pwaʁɛ]），法国西北部城市，诺曼底大区奥恩省的一个市镇，隶属于阿让唐区，其市镇面积为65.49平方公里，2022年1月1日时人口数量为4,131人，在法国城市中排名第2,665位。
栋夫龙昂普瓦赖位于奥恩省西南部，其西侧与芒什省接壤，瓦雷讷河畔，是一个区域性的中心城市，多条公路在此交汇。

## 地名来源
“Domfront”一名最初以“Donnifrontis”的形式被记载，该名称可能由拉丁语单词“dominus”和宗教人物“Fronto”两部分组成；“Poiraie”在法语中意为“梨种植园”，“en Poiraie”即“在梨种植园中”，因为栋夫龙地区为梨产区。

## 历史
栋夫龙昂普瓦赖成立于2016年1月1日，由栋夫龙、拉欧特沙佩勒和鲁埃莱三个市镇合并而成，其中栋夫龙为政府驻地。
栋夫龙是栋夫龙昂普瓦赖的核心市镇，其城市始建于公元11世纪初，彼时该地为贝莱姆家族的一处领地，其成员在此修建了栋夫龙城堡。公元1049年，栋夫龙城堡被诺曼底公爵征服者威廉夺取。公元1152年，亨利二世与阿基坦的埃莉诺联姻，他们曾长居于栋夫龙城堡并在此生下了英格兰的埃莉诺。1204年，诺曼底被腓力二世并入法兰西王国。1608年，在亨利四世的要求下，栋夫龙城堡被拆除。法国大革命后，栋夫龙成为奥恩省的一个市镇，并成为该省的一个地区行署，后于1801年改制为副省会。1863年，圣弗龙（Saint-Front）整体并入栋夫龙。1926年，根据庞加莱改革方案，栋夫龙副省会被撤销，原栋夫龙区被拆分划入阿朗松区及阿让唐区。诺曼底登陆战役中，栋夫龙火车站曾遭到联军的轰炸。
拉欧特沙佩勒和鲁埃莱历史上则均长期为普通农业村落，法国大革命后各自成为独立市镇。

## 地理

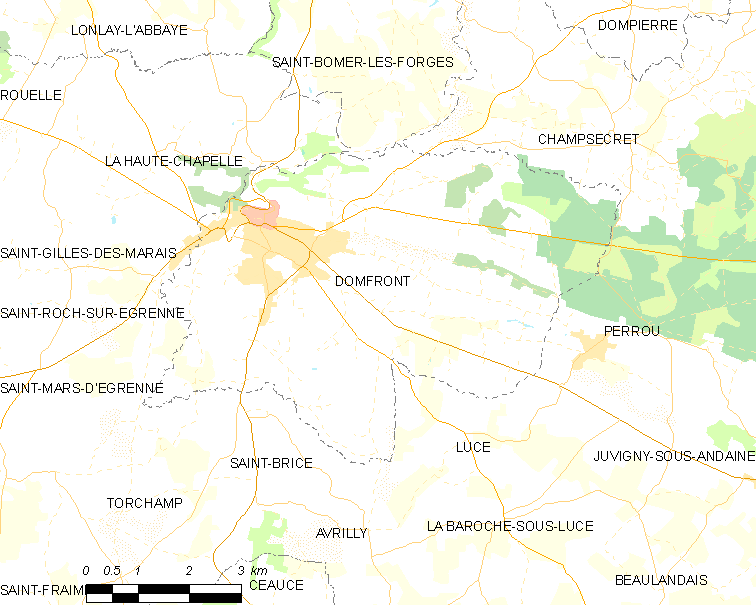
栋夫龙旧市镇范围地图

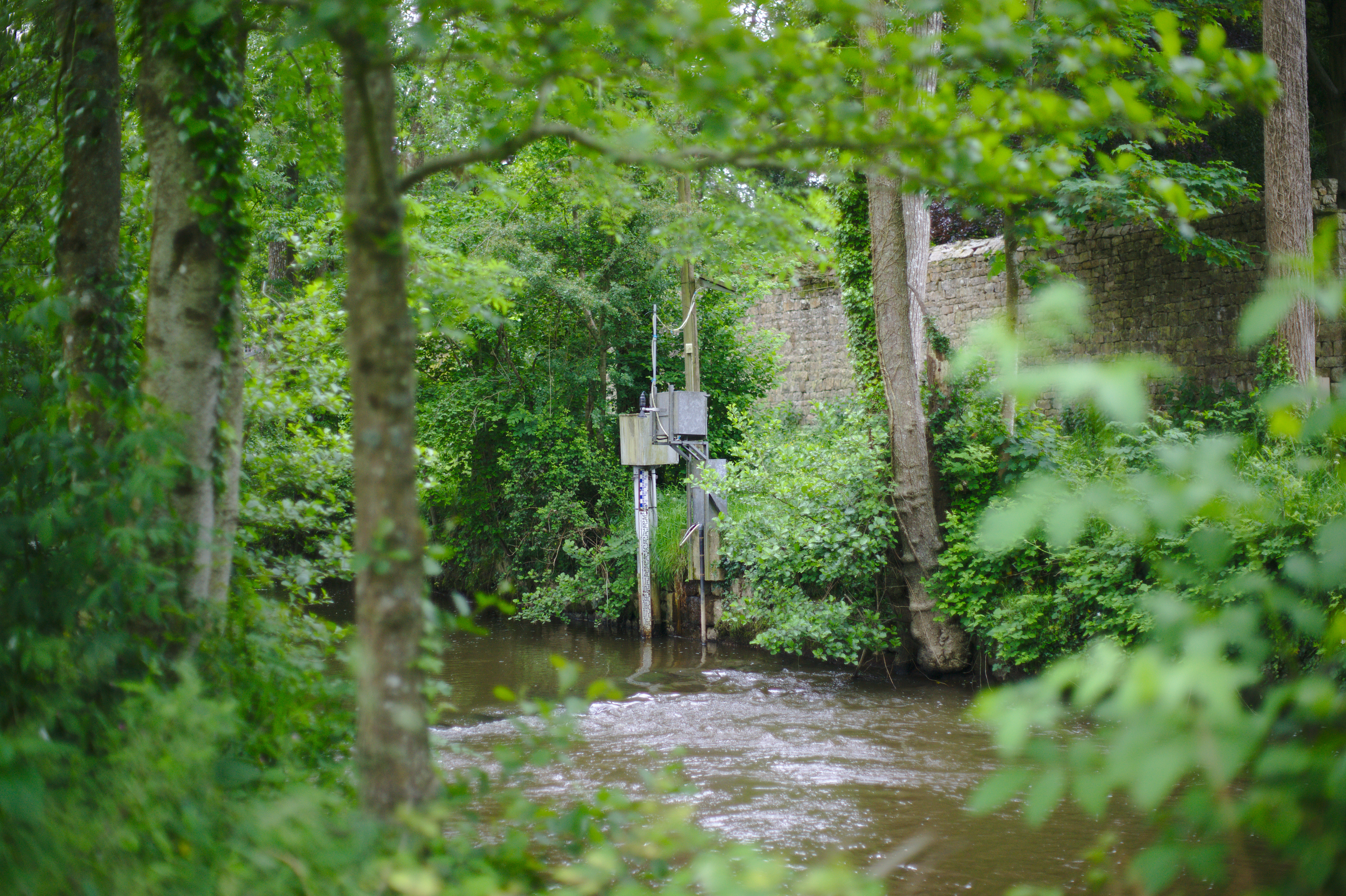
瓦雷讷河栋夫龙段

栋夫龙昂普瓦赖位于法国西北部，诺曼底大区西南部和奥恩省西南部，距离省会阿朗松大约65公里。与栋夫龙昂普瓦赖接壤的市镇包括：隆莱拉拜、圣博梅尔莱福日、尚瑟克雷、圣乔治德鲁埃莱、埃格雷讷河畔圣罗克、圣吉勒代马赖、圣马尔代格雷讷、佩鲁、托尔尚、圣布里斯、瑞维尼-瓦勒当代讷和阿夫里伊。

### 地形
栋夫龙昂普瓦赖位于诺曼底丘陵腹地，其附近区域被称为“栋夫龙泰”，境内以平原和缓丘为主，市镇中心地势较为平坦，全境海拔在115到256米之间。

### 水文
栋夫龙昂普瓦赖位于卢瓦尔河流域范围内，瓦雷讷河自北向南流经市区西侧，埃格雷讷河和松斯河则流经市镇范围西部。

### 植被
栋夫龙昂普瓦赖属于温带阔叶混交林区，是诺曼底-曼恩自然区域公园的组成部分，其市区东部为昂代讷森林，林地多分布于河流附近以及栋夫龙城堡四周。
在鲜花城市的评比中，栋夫龙昂普瓦赖被评为3星级鲜花城市。

### 气候
栋夫龙昂普瓦赖在柯本气候分类法中属于温带海洋性气候（Cfb）。
距离栋夫龙昂普瓦赖最近的常年气象站位于圣博梅尔莱福日境内，以下为该气象站的数据（其中日照数据取自阿朗松气象站）：
| 圣博梅尔莱福日 1981年－2019年 | 圣博梅尔莱福日 1981年－2019年 | 圣博梅尔莱福日 1981年－2019年 | 圣博梅尔莱福日 1981年－2019年 | 圣博梅尔莱福日 1981年－2019年 | 圣博梅尔莱福日 1981年－2019年 | 圣博梅尔莱福日 1981年－2019年 | 圣博梅尔莱福日 1981年－2019年 | 圣博梅尔莱福日 1981年－2019年 | 圣博梅尔莱福日 1981年－2019年 | 圣博梅尔莱福日 1981年－2019年 | 圣博梅尔莱福日 1981年－2019年 | 圣博梅尔莱福日 1981年－2019年 | 圣博梅尔莱福日 1981年－2019年 |
| 月份                          | 1月                           | 2月                           | 3月                           | 4月                           | 5月                           | 6月                           | 7月                           | 8月                           | 9月                           | 10月                          | 11月                          | 12月                          | 全年                          |
| ----------------------------- | ----------------------------- | ----------------------------- | ----------------------------- | ----------------------------- | ----------------------------- | ----------------------------- | ----------------------------- | ----------------------------- | ----------------------------- | ----------------------------- | ----------------------------- | ----------------------------- | ----------------------------- |
| 历史最高温 °C（°F）           | 15.1 (59.2)                   | 19 (66)                       | 23.1 (73.6)                   | 28.2 (82.8)                   | 29.8 (85.6)                   | 35.6 (96.1)                   | 36 (97)                       | 38.4 (101.1)                  | 32 (90)                       | 28 (82)                       | 20.5 (68.9)                   | 15 (59)                       | 38.4 (101.1)                  |
| 平均高温 °C（°F）             | 6.8 (44.2)                    | 8.5 (47.3)                    | 11.4 (52.5)                   | 14.5 (58.1)                   | 18.1 (64.6)                   | 21.4 (70.5)                   | 22.7 (72.9)                   | 23 (73)                       | 20.2 (68.4)                   | 15.4 (59.7)                   | 10.4 (50.7)                   | 7 (45)                        | 15 (59)                       |
| 日均气温 °C（°F）             | 4 (39)                        | 5.1 (41.2)                    | 7.2 (45.0)                    | 9.5 (49.1)                    | 13.2 (55.8)                   | 16 (61)                       | 17.4 (63.3)                   | 17.6 (63.7)                   | 15 (59)                       | 11.6 (52.9)                   | 7.4 (45.3)                    | 4.2 (39.6)                    | 10.7 (51.3)                   |
| 平均低温 °C（°F）             | 1.3 (34.3)                    | 1.7 (35.1)                    | 3 (37)                        | 4.5 (40.1)                    | 8.2 (46.8)                    | 10.6 (51.1)                   | 12.1 (53.8)                   | 12.2 (54.0)                   | 9.7 (49.5)                    | 7.8 (46.0)                    | 4.3 (39.7)                    | 1.5 (34.7)                    | 6.4 (43.5)                    |
| 历史最低温 °C（°F）           | −13 (9)                       | −10.7 (12.7)                  | −8.3 (17.1)                   | −5 (23)                       | −1.4 (29.5)                   | 1.3 (34.3)                    | 4 (39)                        | 3.5 (38.3)                    | 1.5 (34.7)                    | −4 (25)                       | −7 (19)                       | −11.6 (11.1)                  | −13 (9)                       |
| 平均降水量 mm（）             | 109 (4.3)                     | 89.6 (3.53)                   | 85.8 (3.38)                   | 69.6 (2.74)                   | 81.5 (3.21)                   | 58.7 (2.31)                   | 78.4 (3.09)                   | 72.1 (2.84)                   | 76.6 (3.02)                   | 125.6 (4.94)                  | 116.9 (4.60)                  | 135.8 (5.35)                  | 1,099.6 (43.29)               |
| 月均日照時數                  | 62                            | 85                            | 131.4                         | 163.4                         | 190.3                         | 217.7                         | 215                           | 212.4                         | 168.2                         | 113.6                         | 70.5                          | 60.4                          | 1,689.9                       |
| 来源：infoclimat.fr           |                               |                               |                               |                               |                               |                               |                               |                               |                               |                               |                               |                               |                               |

## 行政区划
栋夫龙昂普瓦赖的市镇编号为61145，邮政编号为61700。
在行政管理方面，栋夫龙昂普瓦赖隶属于法国诺曼底大区奥恩省阿让唐区；在地方选举方面，栋夫龙昂普瓦赖是栋夫龙昂普瓦赖县的中央投票站所在地，其市镇范围全境被划入奥恩省第一选区；在社会管理方面，栋夫龙昂普瓦赖是栋夫龙-坦什布赖市镇公共社区的组成部分。
截至2023年8月，栋夫龙昂普瓦赖市镇范围内暂无任何城市敏感街区及城市政策优先街区。
法国国家统计与经济研究所（简称）在进行数据统计时，将栋夫龙昂普瓦赖单独设为栋夫龙昂普瓦赖城市核心区（Unité urbaine de Domfront en Poiraie），并将包括核心区在内的周边共4个市镇划为栋夫龙昂普瓦赖城市区（Aire urbaine de Domfront en Poiraie）。自2020年起，栋夫龙昂普瓦赖城市区被包含8个市镇的栋夫龙昂普瓦赖城市辐射区代替。此外，还将组成栋夫龙昂普瓦赖的三个市镇各自独立看作一个“块区”（IRIS），以便于统计人口分布情况。

## 交通

### 公路
奥恩省省道D21线、D22线、D22A线、D217线、D262线、D809线、D820线、D883线、D908线、D962线和D976线在栋夫龙昂普瓦赖境内交汇。诺曼底大区城际客运405线和406线经过栋夫龙昂普瓦赖，可前往弗莱尔和马塞堡及沿途各主要市镇。
| 13 | 51 |

| 3 | 62 |

| 阿朗松 | 62 |

| 马塞堡 | 23 |

| 弗莱尔 | 21 |

| 圣伊莱尔迪阿库埃 | 38 |

| 马耶讷 | 35 |

| 戈龙 | 27 |

2019年，65.4%的栋夫龙昂普瓦赖家庭拥有至少一辆私人汽车。2021年，栋夫龙昂普瓦赖境内共发生各类交通事故3起，造成4人受伤，其中3人重伤。

### 铁路
栋夫龙昂普瓦赖位于拉沙佩勒昂特奈斯—弗莱尔铁路、栋夫龙—蓬托博铁路和阿朗松—栋夫龙铁路三条铁路的交汇处，至20世纪中后期，途径栋夫龙的所有铁路线均已关闭。
距离栋夫龙昂普瓦赖最近的运营中的客运铁路车站为20公里外的弗莱尔站，该站停靠往返于巴黎和格朗维尔一线的区域列车。

### 航空
距离栋夫龙昂普瓦赖最近的民用航空站为86公里外的卡昂机场。

### 城市公共交通
截至2023年8月，栋夫龙昂普瓦赖暂无城市公共交通系统。

## 政治

### 市政内阁

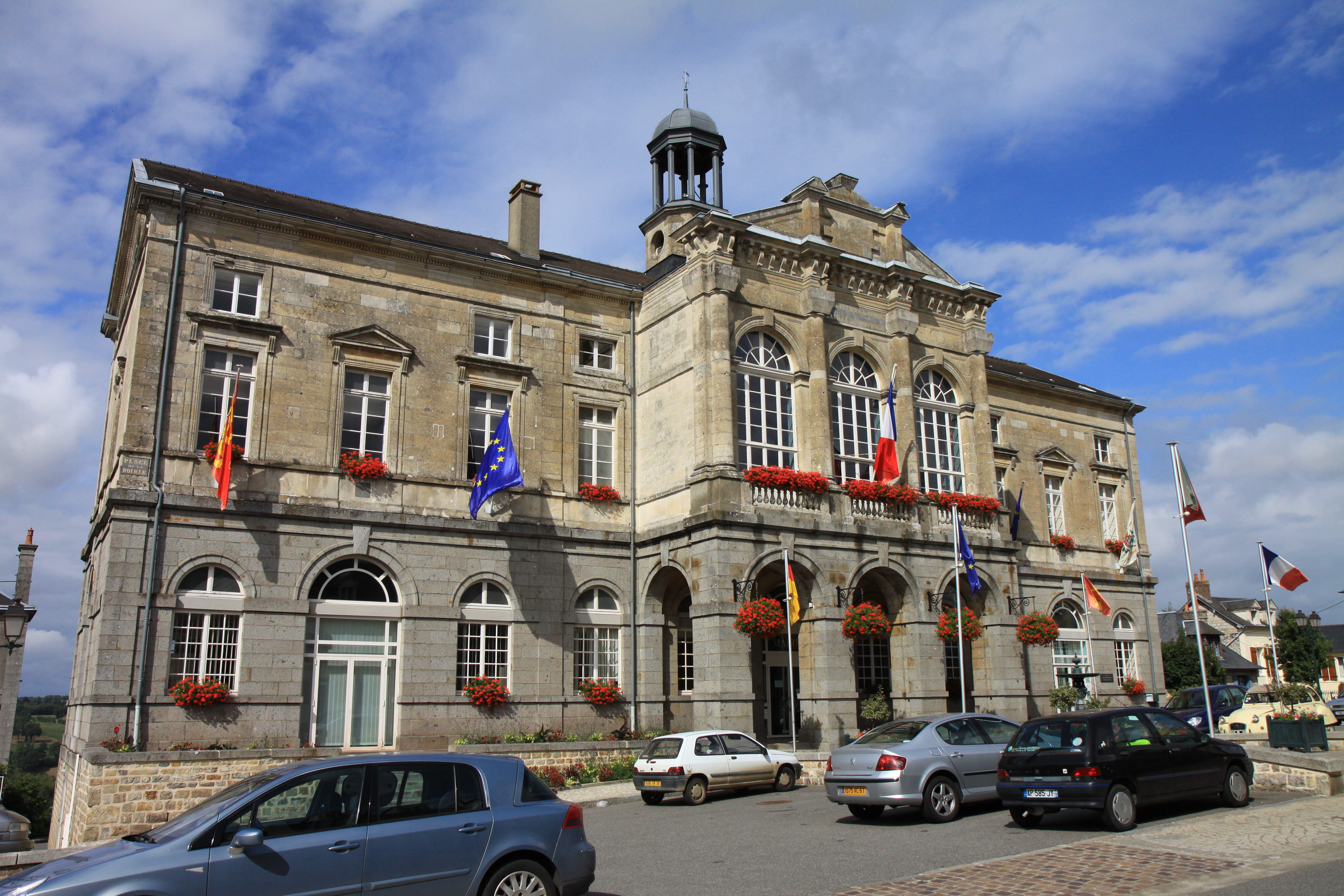
栋夫龙昂普瓦赖市政厅

栋夫龙昂普瓦赖的现任市长为贝尔纳·苏尔先生（Bernard SOUL），他是一名中间派，在2020年的市政选举中获得了100.00%的支持率（无其他候选人）。
| 栋夫龙昂普瓦赖历届市长 | 栋夫龙昂普瓦赖历届市长   | 栋夫龙昂普瓦赖历届市长 |
| 任期                   | 市长                     | 党派                   |
| ---------------------- | ------------------------ | ---------------------- |
| 2016年－               | Bernard SOUL 贝尔纳·苏尔 | DVC混杂中间派          |

| 栋夫龙历届市长 | 栋夫龙历届市长                | 栋夫龙历届市长  |
| 任期           | 市长                          | 党派            |
| -------------- | ----------------------------- | --------------- |
| 1945年－1959年 | André ROUGEYRON 安德烈·鲁热龙 | 不详            |
| 1959年－1989年 | André ROCTON 安德烈·罗克东    | RPR保衛共和聯盟 |
| 1989年－1995年 | Claude RUGEL 克洛德·吕热尔    | 不详            |
| 1995年－2008年 | Robert LOQUET 罗贝尔·洛凯     | UMP人民运动联盟 |
| 2008年－2014年 | Didier LEDUC 迪迪埃·勒迪克    | 無黨籍          |
| 2014年－2016年 | Bernard SOUL 贝尔纳·苏尔      | DVC混杂中间派   |

### 各级选举
| 栋夫龙昂普瓦赖历届投票选举结果 | 栋夫龙昂普瓦赖历届投票选举结果 | 栋夫龙昂普瓦赖历届投票选举结果 | 栋夫龙昂普瓦赖历届投票选举结果 | 栋夫龙昂普瓦赖历届投票选举结果 | 栋夫龙昂普瓦赖历届投票选举结果 | 栋夫龙昂普瓦赖历届投票选举结果 | 栋夫龙昂普瓦赖历届投票选举结果 | 栋夫龙昂普瓦赖历届投票选举结果 | 栋夫龙昂普瓦赖历届投票选举结果 |
| 选举项目                       | 选举范围                       | 选区单位                       | 选区单位内的选举结果           | 选区单位内的选举结果           | 选区单位内的选举结果           | 选区单位内的选举结果           | 选区单位内的选举结果           | 选区单位内的选举结果           | 参考资料                       |
| 选举项目                       | 选举范围                       | 选区单位                       | 第一轮胜出者                   | 第一轮胜出者                   | 支持率                         | 第二轮胜出者                   | 第二轮胜出者                   | 支持率                         | 参考资料                       |
| ------------------------------ | ------------------------------ | ------------------------------ | ------------------------------ | ------------------------------ | ------------------------------ | ------------------------------ | ------------------------------ | ------------------------------ | ------------------------------ |
| 2017年法國總統選舉             | 法國                           | 市镇                           |                                | 弗朗索瓦·菲永                  | 25.74%                         |                                | 埃马纽埃尔·马克龙              | 67.87%                         | [ 26 ]                         |
| 2017年法国立法选举             | 奥恩省第一选区                 | 市镇                           |                                | 克里斯蒂娜·鲁瓦米耶            | 46.9%                          |                                | 克里斯蒂娜·鲁瓦米耶            | 64.07%                         | [ 26 ]                         |
| 2019年欧洲议会选举             | 法國                           | 市镇                           |                                | 纳塔莉·卢瓦索                  | 22.64%                         | （不适用）                     | （不适用）                     | （不适用）                     | [ 28 ]                         |
| 2021年法国省级选举             | 奥恩省                         | 县                             |                                | 卡特琳·默尼耶 热罗姆·尼里      | 78.02%                         | （不适用）                     | （不适用）                     | （不适用）                     | [ 29 ]                         |
| 2021年法国省级选举             | 奥恩省                         | 市镇                           |                                | 卡特琳·默尼耶 热罗姆·尼里      | 73.51%                         | （不适用）                     | （不适用）                     | （不适用）                     | [ 29 ]                         |
| 2021年法国大区选举             |                                | 市镇                           |                                | 埃尔韦·莫兰                    | 60.71%                         |                                | 埃尔韦·莫兰                    | 62.88%                         | [ 30 ]                         |
| 2022年法国总统选举             | 法國                           | 市镇                           |                                | 埃马纽埃尔·马克龙              | 33.85%                         |                                | 埃马纽埃尔·马克龙              | 61.4%                          | [ 26 ]                         |
| 2022年法国立法选举             | 奥恩省第一选区                 | 市镇                           |                                | 贝尔纳·苏尔                    | 41.63%                         |                                | 尚塔尔·茹尔当                  | 60.95%                         | [ 26 ]                         |

## 人口
2020年，栋夫龙昂普瓦赖市镇人口数量为4,180，在法国排名第2,665位。其中男性2,032人，女性2,164人，75岁及以上人口占15.0%，外籍人口数量为172人，人口密度为118人/平方公里，当地居民被称为（男性）或（女性）。2020年，栋夫龙昂普瓦赖境内出生31人，死亡人口83人。
| 栋夫龙昂普瓦赖2016年－2020年人口变化情况 |
|                                          |
| 数据来源：INSEE                          |

## 经济
栋夫龙昂普瓦赖是一个区域性的中心城市。截至2023年8月，原栋夫龙市镇范围内共有各类用人单位（包含自雇）668家，平均历史为21年，其中99.34%为中小型企业（PME），2023年6月至8月间，当地的经济活力指数为0.29%。（奶酪）、（农副产品）及（汽车客运）是当地2021年营业额最高的三个企业，分别为101,558,993欧元、61,809,670欧元和1,539,899欧元。

## 财政与居民收入
2021年，栋夫龙昂普瓦赖的财政收入总额为4,354,660欧元，财政支出总额为3,513,780欧元，当年的债务总额为4,394,250欧元。2021年，栋夫龙昂普瓦赖市镇通过增值税获得674,150欧元的收入，此外当地还共获得了1,152,430欧元的国家直接财政补助。
2019年，栋夫龙昂普瓦赖的人均月收入总额为1,852欧元，其中高级职员为3,317欧元，低于法国平均水平（4,230欧元）；中级职员为2,238欧元，低于法国平均水平（2,411欧元）；普通职员为1,709欧元，亦低于法国平均水平（1,740欧元）。
2019年，栋夫龙昂普瓦赖境内的贫困率为13%，青壮年（15至64岁）失业率为8.8%；当地37.1%的家庭拥有纳税资格，平均纳税2,081欧元，低于法国平均水平（4,393欧元）。

## 社会事务

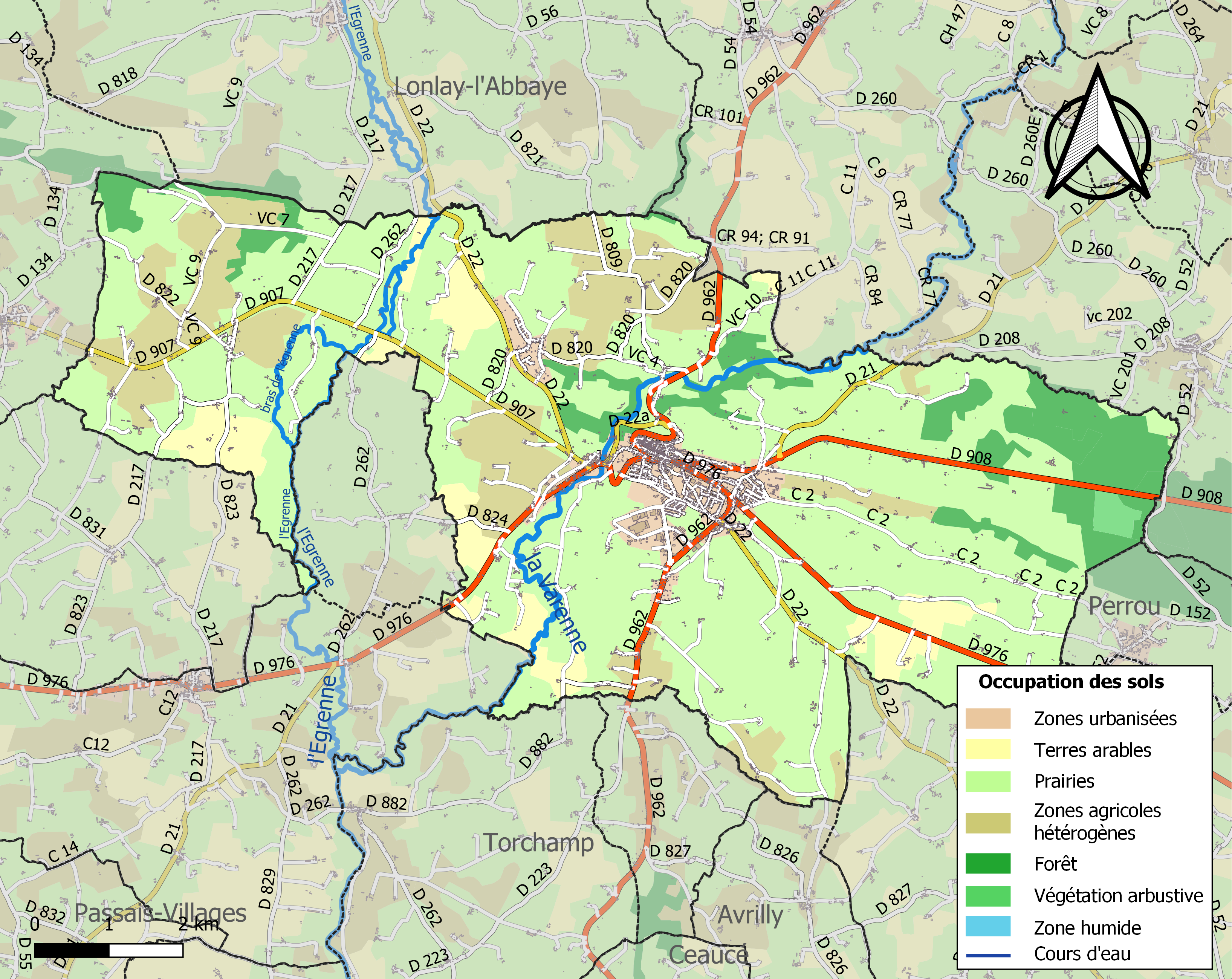
栋夫龙昂普瓦赖土地利用情况地图

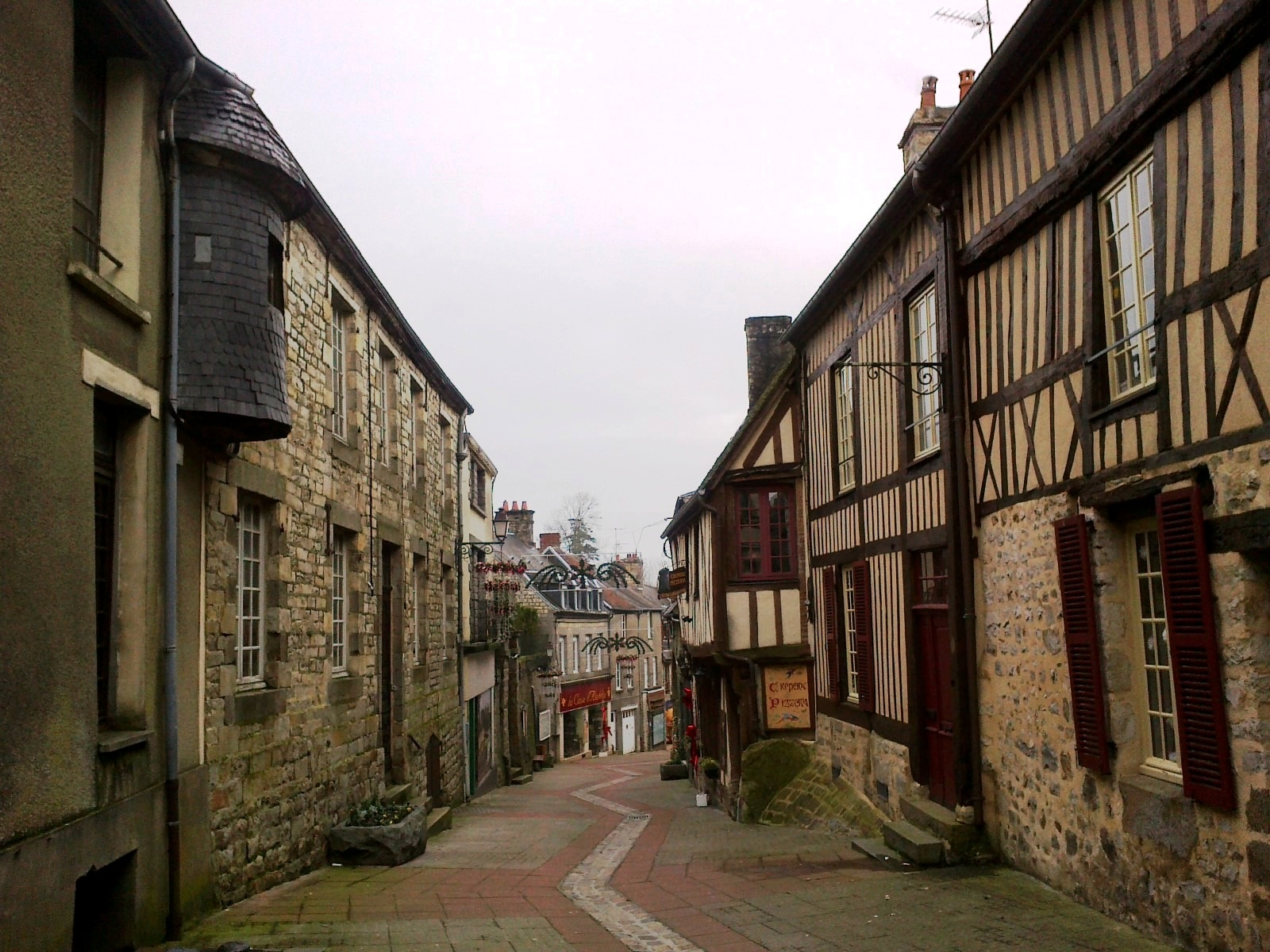
格朗德街

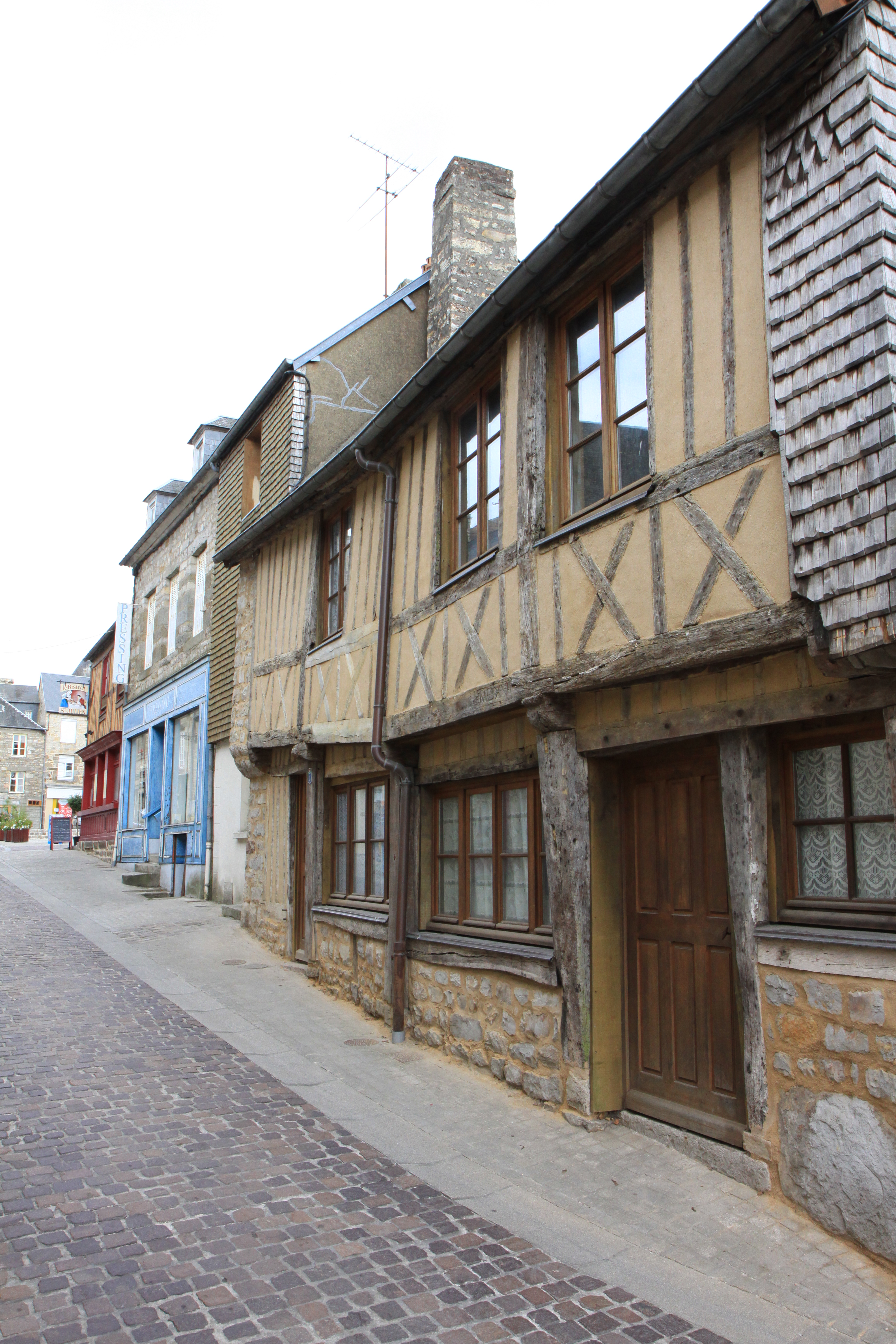
一处传统民居

### 教育
栋夫龙昂普瓦赖属于诺曼底学区。截至2021年1月1日，栋夫龙昂普瓦赖境内共有1所幼儿园、3所小学、2所初级中学和1所普通高中。2021至2022学年度，栋夫龙昂普瓦赖境内共有在校中等教育阶段学生742名。

### 医疗
截至2021年1月1日，栋夫龙昂普瓦赖境内共有全科医生5名、保健师5名、牙医3名、护士10名和妇科医生1名。境内共有药房2家、养老院1家、残疾人帮扶中心1家。
距离栋夫龙昂普瓦赖最近的区域性医疗机构为昂代讷市际中心医院（Centre hospitalier intercommunal des Andaines），该机构在栋夫龙昂普瓦赖市区设有一处含有195个床位的病区。

### 住房
2019年，栋夫龙昂普瓦赖境内共有各类住房2,779套，其中74.3%为独立式居民区，21.7%为集中式居民区。常住房屋占栋夫龙昂普瓦赖市镇范围内居民建筑总量的78.0%。
在住房保障政策方面，2021年，栋夫龙昂普瓦赖境内共有499户家庭获得了住房经济补助，受益人数占总人口数量的11.9%，其中487份为房租补助。

### 商业
2021年，栋夫龙昂普瓦赖境内共有各类实体商铺107家，其中餐厅12家、大型超市3家、杂货店4家、面包房3家、肉铺2家、装饰品店2家、银行门店6家、美容美发店6家、汽车维修店11家。镇中心建有一家家乐福便民超市；市区南部则建有Intermarché购物超市。

### 体育
2021年，栋夫龙昂普瓦赖境内共有2间体育馆、5处网球场、1处马术场以及1处足球或橄榄球场。
截至2023年8月，栋夫龙体育俱乐部（S.S. Domfront，编号501425）是栋夫龙昂普瓦赖境内唯一的一家注册足球俱乐部，其主队2023至2024赛季参加诺曼底大区足球联赛丙组（法国第八级别），其主场为栋夫龙体育中心（Complexe sportif de Domfront）。

### 环境
栋夫龙昂普瓦赖的环境事务由其所属的栋夫龙-坦什布赖市镇公共社区联合各级政府协调负责。2021年，栋夫龙昂普瓦赖境内暂无污染企业。

### 治安
2021年，栋夫龙昂普瓦赖市镇范围内有1处宪兵队。
栋夫龙昂普瓦赖国家宪兵队（zone gendarmerie de Domfront en Poiraie）的管辖范围共包括80个市镇。2020年，该宪兵队累计记录各类案件1,802起，其中盗窃类案件725起，经济类案件255起，毒品交易类案件185起。

## 文化
2021年，栋夫龙昂普瓦赖境内暂无任何文化设施。栋夫龙昂普瓦赖市政府提供多媒体中心，每周二至六向公众开放。

### 建筑
栋夫龙昂普瓦赖境内有多处历史建筑，其中栋夫龙城堡遗址、水上圣母教堂等为法国国家文物保护单位。

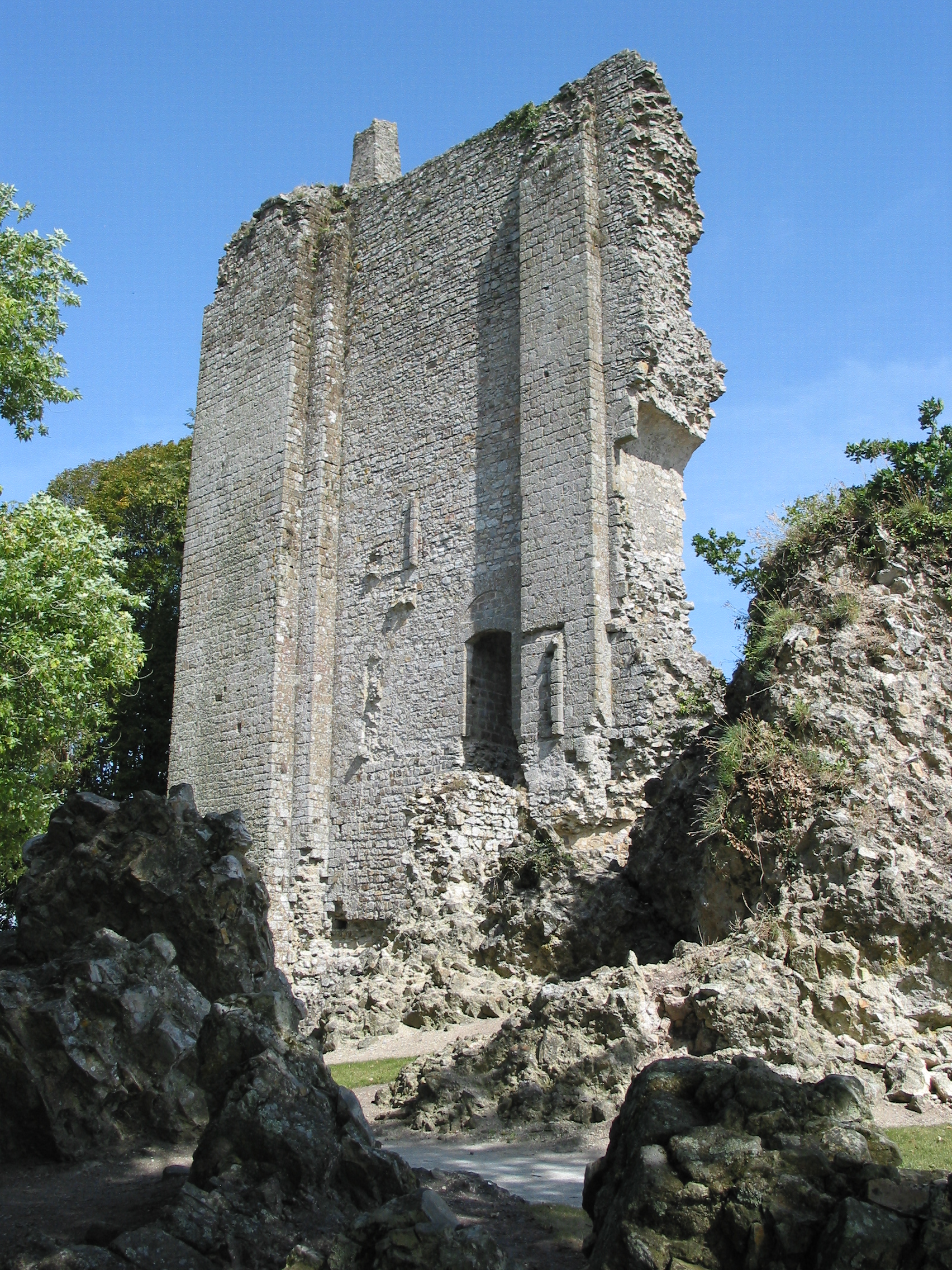
城堡碉楼
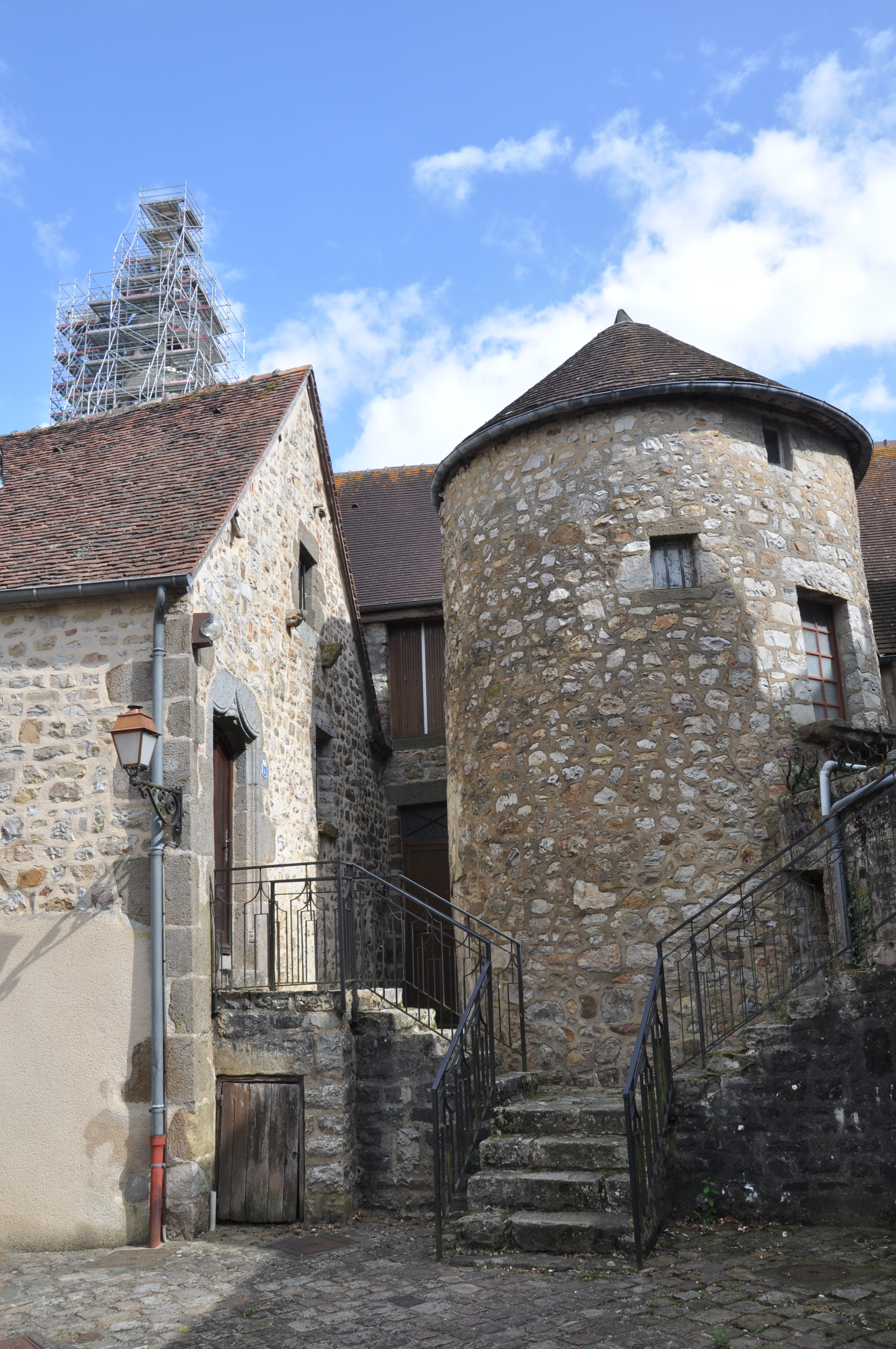
城墙塔楼
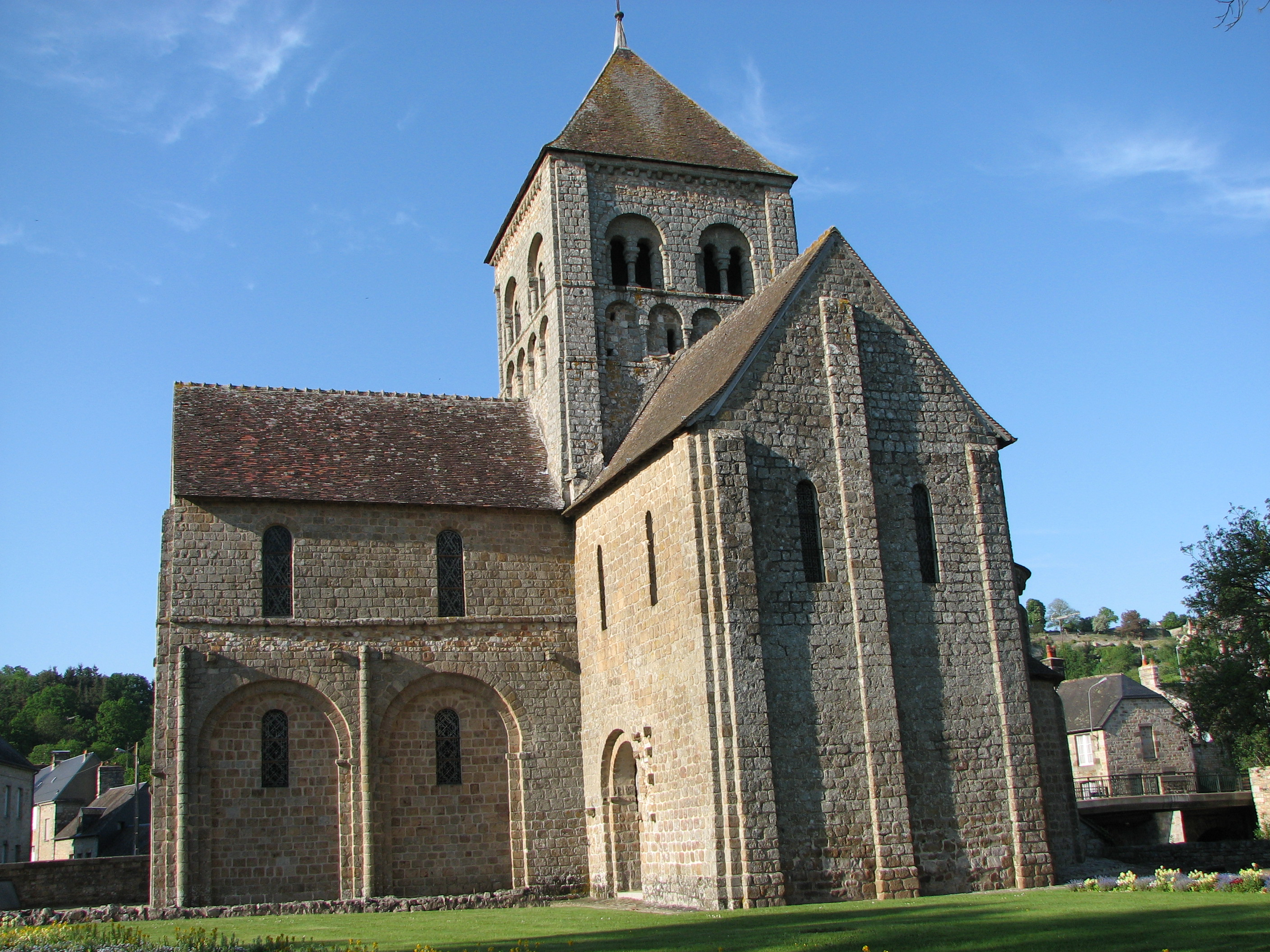
水上圣母教堂（法语：Église Notre-Dame-sur-l'Eau）
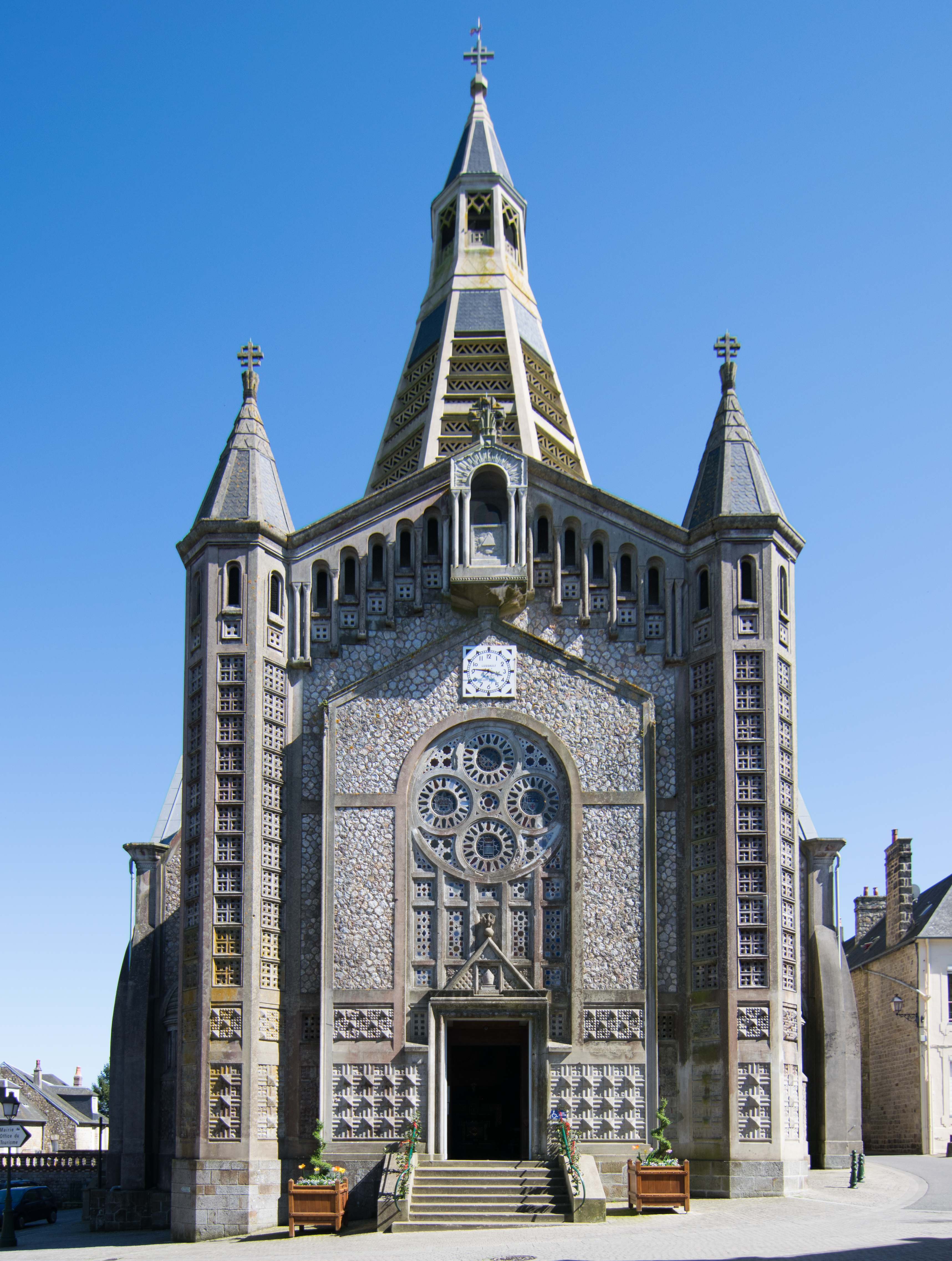
圣朱利安教堂（法语：Église Saint-Julien de Domfront）
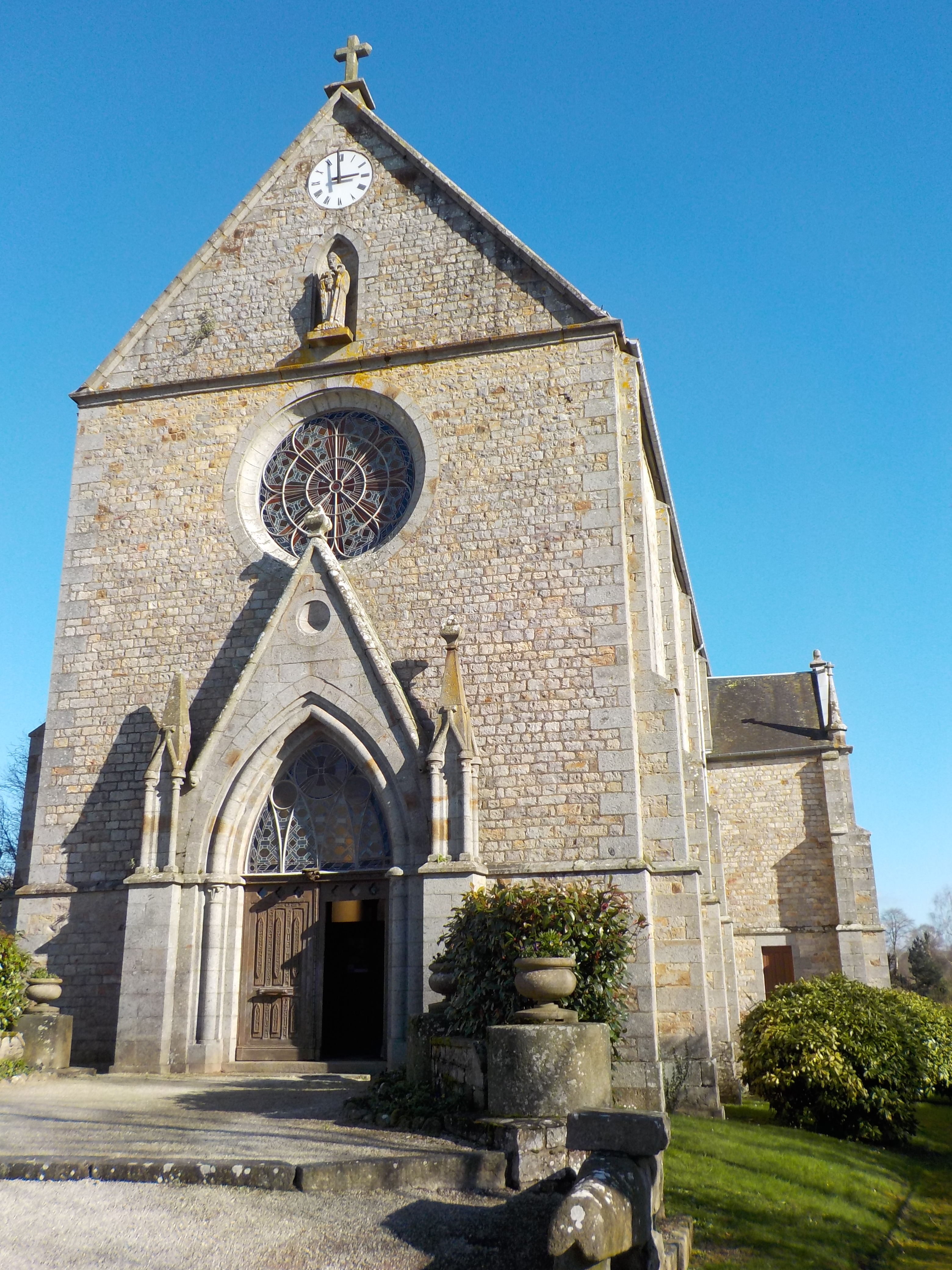
圣弗龙教堂
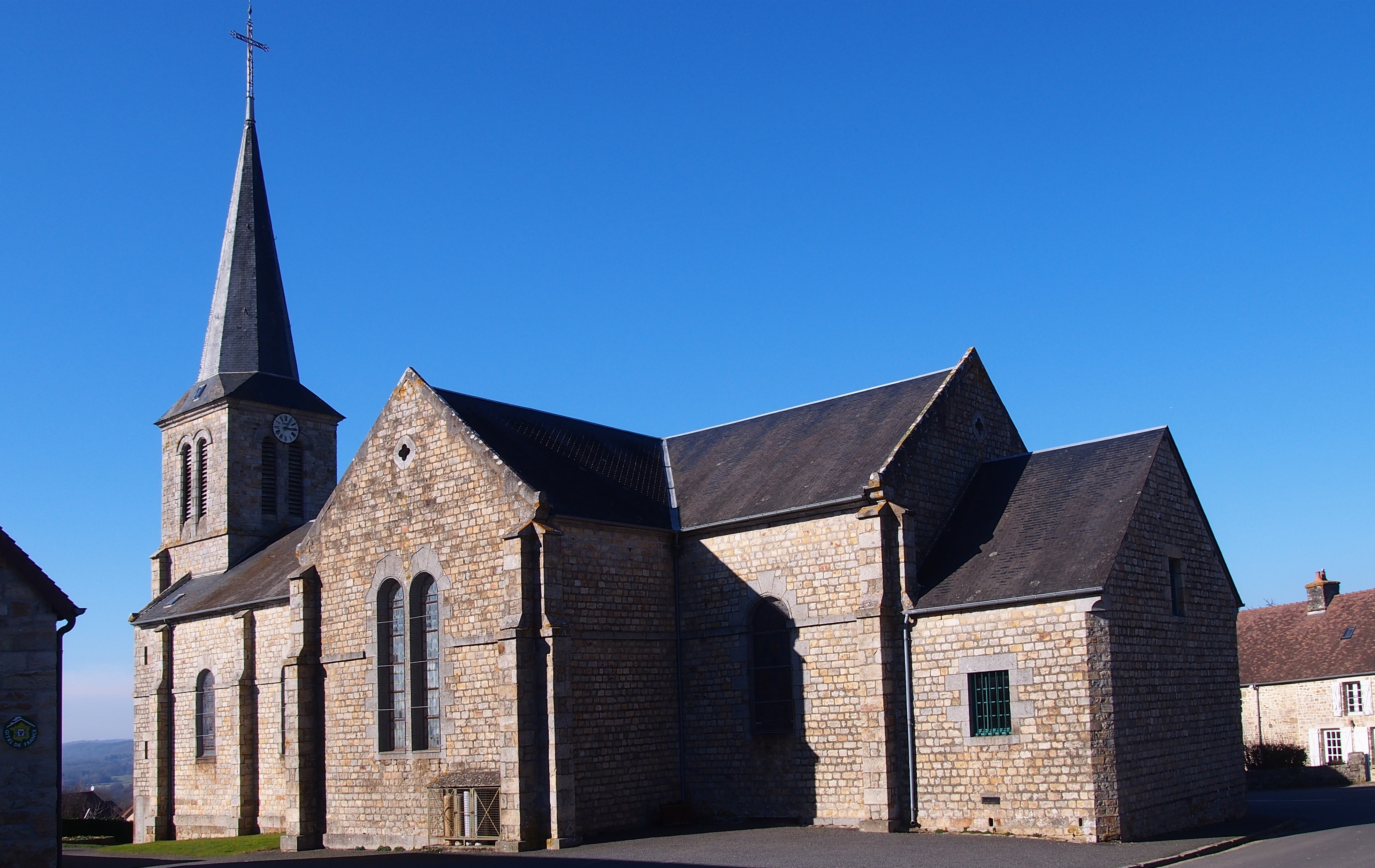
拉欧特沙佩勒圣母教堂
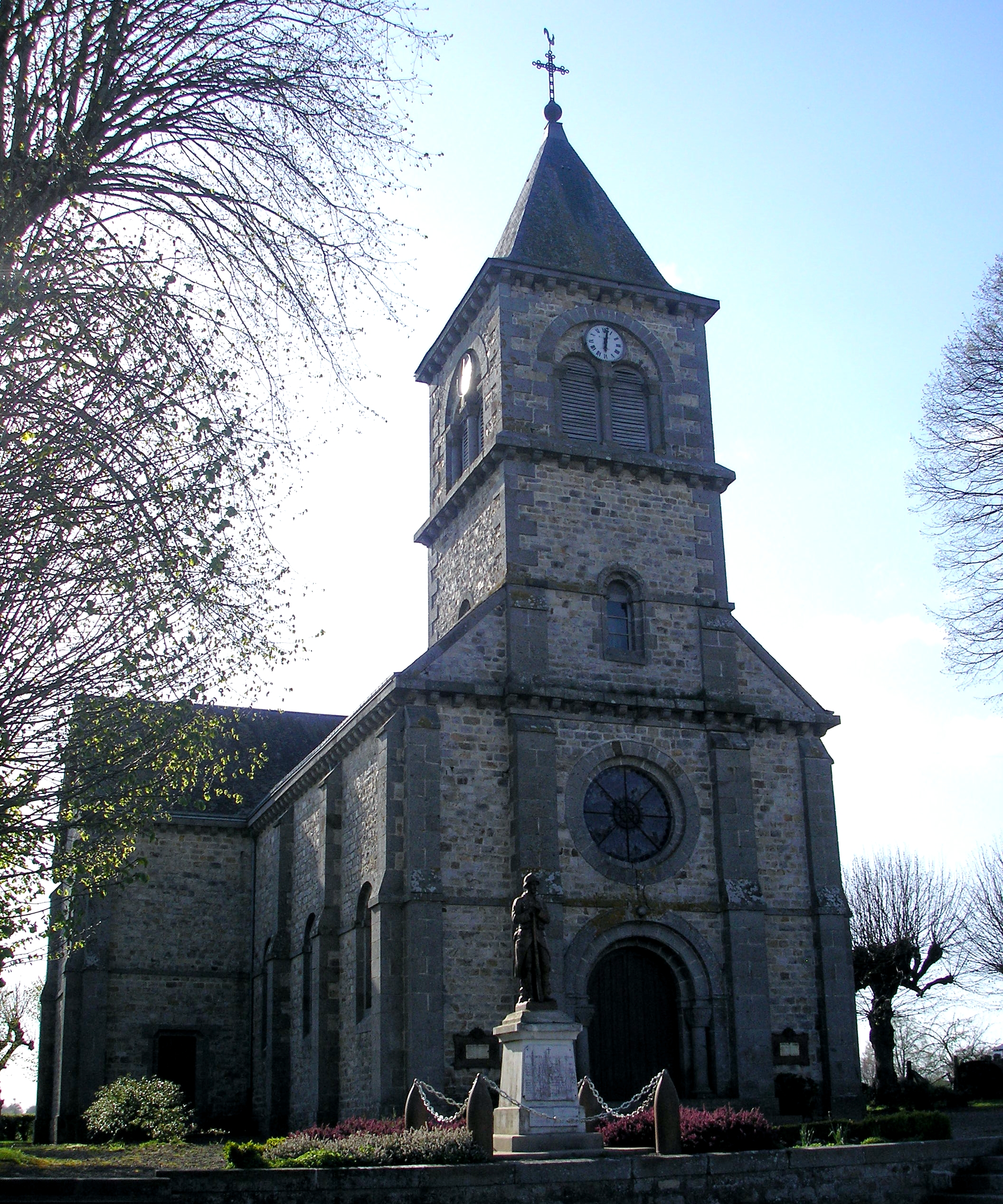
鲁埃雷圣母教堂
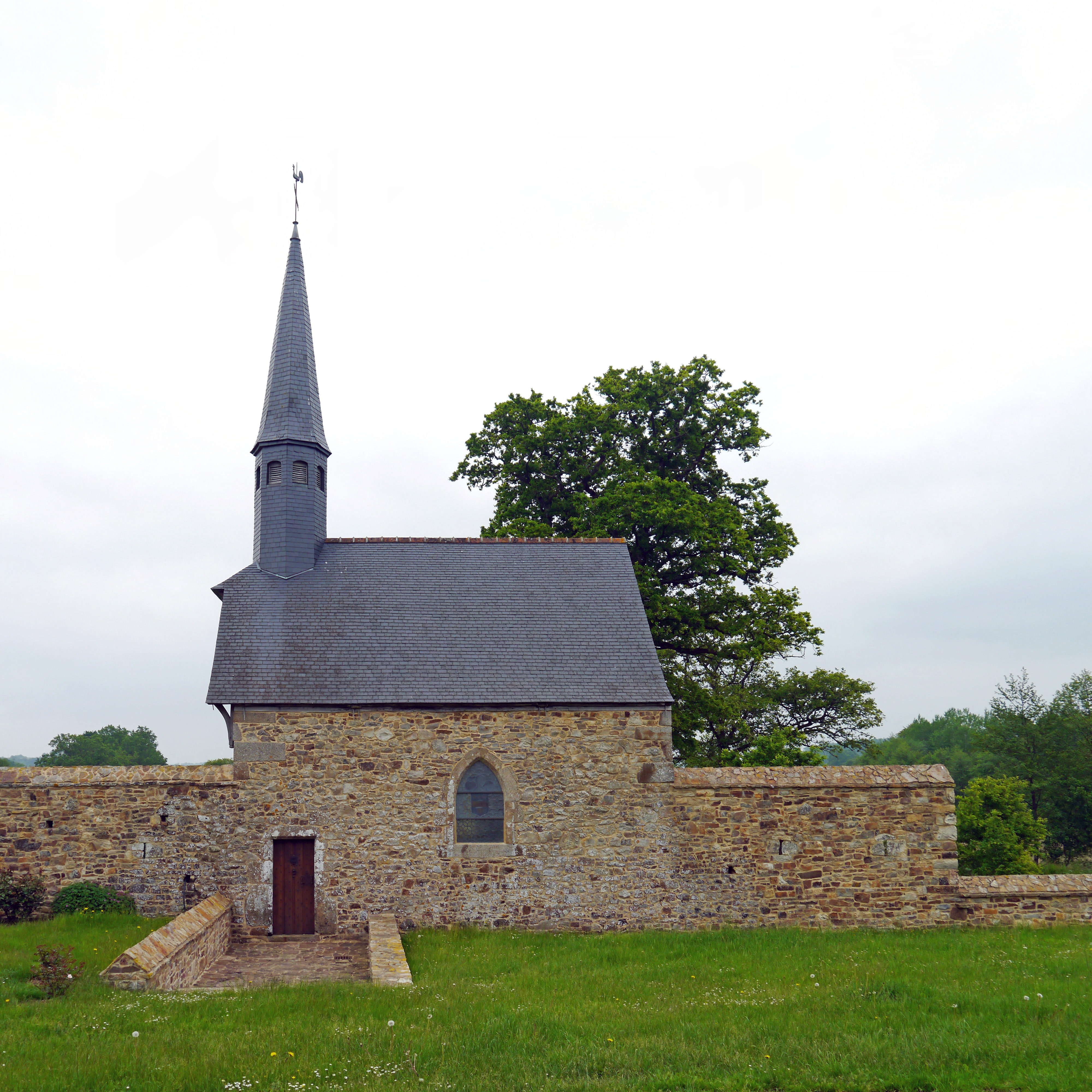
沙斯勒里庄园（法语：Manoir de la Chaslerie）

### 旅游
栋夫龙昂普瓦赖的旅游事务由其所属的栋夫龙-坦什布赖市镇公共社区负责。2022年，栋夫龙昂普瓦赖境内共有1家酒店共计15间房间；另有2个露营地，可容纳共78辆露营车。

### 媒体
法国主要的媒体均可在栋夫龙昂普瓦赖接收，法国电视三台下属的诺曼底大区频道在部分时段播出栋夫龙昂普瓦赖所在奥恩省的地方新闻。《法国西部报》、《奥恩省战斗报》、蓝色法兰西下诺曼底广播等是当地主要的地方性媒体。

## 友好城市
截至2023年8月，栋夫龙昂普瓦赖共与两座城市建立了友好城市关系：
- 德国 布格韦德尔
- 葡萄牙 Seia